# Raipur
|  | Per a altres significats, vegeu «Raipur (desambiguació)». |

Raipur és una ciutat i municipi de l'Índia, capital de Chhattisgarh i del districte de Raipur. Consta al cens del 2011 amb una població de 1.010.087 habitants (el 1901 tenia 32.114 habitants). La nova ciutat de Naya Raipur s'ha construït al costat de Raipur.

## Història
Fou capital de Chhattisgarh des de 1818 i de l'agència dels Estats de Chhattisgarh (l'agent era al mateix temps comissionat de la divisió de Chhattisgarh de les Províncies Centrals). La municipalitat es va crear el 1867. En el segle xix va sobrepassar com a centre comercial regional a Raj-Nandgaon, que fins aleshores fou el centre més important.